# L'Ombre portée
L'Ombre portée est un roman de Jean Ferniot paru le 7 juin 1961 aux éditions Gallimard et ayant reçu le Prix Interallié la même année.

## Éditions
- L'Ombre portée, éditions Gallimard, 1961,  (ISBN 2070223787).